# بادي موليغان
بادي موليغان (بالإنجليزية: Paddy Mulligan)‏ (17 مارس 1945 بدبلن في جمهورية أيرلندا - ) هو مدرب كرة قدم ولاعب كرة قدم أيرلندي في مركز الدفاع. شارك مع منتخب جمهورية أيرلندا تحت 23 سنة لكرة القدم ‏ ومنتخب جمهورية أيرلندا لكرة القدم. أما مع النوادي، فقد لعب مع تشيلسي وكريستال بالاس ونادي بوهيميان ونادي شامروك روفرز ووست بروميتش ألبيون ونادي غالواي ‏ وBoston Beacons ‏ وبوسطن روفرز ‏ ودوري أيرلندا الحادي عشر ‏ وغالواي يونايتد ‏.

## وصلات خارجية
- بادي موليغان على موقع قاعدة بيانات كرة القدم.إي يو (الإنجليزية)
- بادي موليغان على موقع ناشيونال فوتبول تيمز (الإنجليزية)